# Julian Pajzs
Julian Adam Pajzs (Weilheim in Oberbayern, 13 maart 1987) is een Oostenrijkse jazzgitarist en filmcomponist.

## Biografie
Pajzs, zoon van de acteurs Zoltan Paul en Adele Neuhauser, studeerde jazzgitaar aan de Kunstuniversität Graz, bij Guido Jeszenszky (Bachelor in 2011) en aan de Hochschule für Musik Franz Liszt Weimar, bij Frank Möbus (2013 Master).
In 2011 vormde hij met basklarinettist Siegmar Brecher en drummer Valentin Schuster het trio Edi Nulz, waarmee hij tot nog toe drie albums opnam (2017) en vanaf 2014 de muziek verzorgde voor de literatuur-en muziekproductie Die letzten ihrer Art (met Adele Neuhauser). Darnaast speelde hij met Schuster in het progressieve metal-duo PeroPero. Hij is te horen op platen van Michael Lagger, Skin Ban, Jani Šepetavec, Krachberg en Julia Maier. Voor Zoltan Paul heeft hij verschillende keren filmmuziek gecomponeerd.

## Discografie (selectie)
- Edi Nulz Ultrakarl (Sessionwork Records 2013)
- PeroPero Milk (Darling Berlin/Daredo Music 2015)
- Edi Nulz An der vulgären Kante (Unit Records 2015)
- Jan Frisch & Keine Übung Standbein Spielbein (Unit Records 2016, met Hannes Hüfken, Oliver Steidle)
- PeroPero Lizards (Panta R&E 2017)

## Filmografie
- Unter Strom (2008, Regie: Zoltan Paul)
- Frauensee (2013, Regie: Zoltan Paul)
- Amok (2015, Regie: Zoltan Paul)
- Breakdown in Tokyo (2017, Regie: Zoltan Paul)